# 勳州 (山西)
勋州，西魏宇文泰於玉壁城设置南汾州，西魏废帝三年（554年）改为勋州。故治在今山西稷山县西南6公里白家庄，有古城遗址。北周置勋州总管，后改为绛州。 